# Jerzy Franciszek Grabowski
Jerzy Franciszek Grabowski herbu Oksza (ur. 1756 w Święcianach, zm. po 1800) – generał lejtnant wojsk litewskich, generalny inspektor jazdy wojsk litewskich, komendant wojsk Republiki Rzymskiej w latach 1798–1799, ewangelik reformowany.

## Życiorys
Był synem gen. Jana Jerzego i bratem Pawła. Od dzieciństwa w wojsku. Karierę zawdzięcza macosze, Elżbiecie z Szydłowskich, metresie Stanisława Augusta.
W 1783 uzyskał patent generalski i szefostwo regimentu pieszego. W 1785 mianowany generalnym inspektorem jazdy wojsk litewskich, funkcję przejął od ojca. Po 1789 był generałem lejtnantem. W 1792 walczył przeciwko interwencji rosyjskiej. Podczas rządów targowiczan działał w sprzysiężeniu insurekcyjnym w Wilnie. Zaufany T. Kościuszki i przez niego desygnowany na komendanta Wilna. Był członkiem Deputacji Tajnej Rady Najwyższej Rządowej Litewskiej.
Po wybuchu insurekcji kościuszkowskiej wspólnie z gen. J. Meyenem 19 lipca na czele 350 regularnych żołnierzy i ok. tysiąca mieszczan uzbrojonych w piki i kosy powstrzymał szturm i obronił Wilno przed Rosjanami. 26 czerwca wziął udział w przegranej bitwie pod Sołami. 29 września w Grodnie Tadeusz Kościuszko powierzył mu dowództwo Dywizji Nadnarwiańskiej. Usiłował wywołać powstanie przeciwko Prusakom na Mazowszu i na Kurpiach, ale po klęsce Kościuszki pod Maciejowicami oraz wobec pogarszającej się sytuacji operacyjnej swego zgrupowania poddał się wojskom pruskim 1 listopada pod Piankami. Wyemigrował do Paryża.
W rozgrywkach polskiej emigracji przeciwstawny gen. J. H Dąbrowskiemu, zamierzał tworzyć we Włoszech konkurencyjne Legiony Litewskie. W 1798 mianowany dowódcą wojsk Republiki Rzymskiej i gubernatorem Rzymu z ramienia Napoleona Bonaparte, ale już w 1800 zreformowany (jako generał francuski, ze starszeństwem z 1797)
Znikł z widowni politycznej i wojskowej .
Był wielkim sędzią prowincjonalnej loży wolnomularskiej Doskonała Jedność w 1781 roku.